# Octanal
Octanal é o aldeído linear saturado com oito carbonos, de fórmula química C8H16O. Ele ocorre naturalmente como um líquido incolor ou levemente amarelado, com odor de fruta. Ele é um liquido combustível. O octanal é usado comercialmente em perfumes e na produção de sabores para a indústria alimentícea.

## References
- Silberberg, 2006, Principles of Chemistry
- http://www.intota.com/multisearch.asp?strSearchType=all&strQuery=1-octanal